# Captain America
Captain America, het alter ego van Steve Rogers (in sommige gevallen Steven Grant Rogers), is een fictieve superheld uit de strips van Marvel Comics.  Hij werd ontworpen door Joe Simon en Jack Kirby en verscheen voor het eerst in Captain America Comics #1, destijds uitgegeven door Timely Comics (het bedrijf dat uiteindelijk Marvel Comics zou worden).
De Nederlandse stem van Captain America/Steve Rogers wordt ingesproken door Ruben Lürsen.

## Publicatiegeschiedenis
Captain America was een van de populairste superhelden van Marvel Comics (toen nog Timely Comics) gedurende de Golden Age van de superhelden. Captain America was destijds een van de vele patriottische superhelden die werden geïntroduceerd voor en tijdens de Tweede Wereldoorlog. In de eerste strips vocht hij dan ook regelmatig tegen nazi's, Japanners en andere vijanden van Amerika en de geallieerden.
Na de Tweede Wereldoorlog, toen de populariteit van de superhelden afnam, leidde Captain America het eerste Timely/Marvel superheldenteam All-Winners Squad in de twee avonturen die van dit team werden uitgebracht. In zijn eigen stripserie richtte Captain America zich op criminelen en communisten gedurende de Koude Oorlog. De originele stripserie eindigde uiteindelijk na 75 delen in 1950.
Captain America werd korte tijd opnieuw uitgebracht in een strip samen met de originele Human Torch en Namor the Sub-Mariner in 1953. Deze strip verkocht echter zeer slecht en het karakter verdween weer voor enige tijd uit de stripwereld.
Captain America keerde weer terug in de strips in deel vier van de stripserie The Avengers. Hierin werd bekendgemaakt dat gedurende de laatste paar dagen van WOII Captain America van een experimenteel vliegtuig in de Atlantische Oceaan viel en tientallen jaren bevroren in een soort schijndood heeft doorgebracht. Na de leiding over de Avengers op zich te nemen nam de populariteit van Captain America onder striplezers snel toe, waarna Marvel ook weer een aparte stripserie met hem in de hoofdrol lanceerde, ditmaal geschreven door Stan Lee.
Ook vandaag de dag duikt Captain America nog regelmatig op in verschillende Marvel strips.
In begin 2007 werd de originele Captain America, Steve Rogers, vermoord. Aan het einde van de Civil War werd Steve Rogers (Captain America) in opdracht van de Red Skull door een sluipschutter (Crossbones) neergeschoten nadat hij door de overheid gearresteerd was. Steve Rogers overleefde deze aanslag, maar werd daarna van nabij door drie schoten in de borst dodelijk gewond. De vermoedelijke dader is Sharon Carter (naar alle waarschijnlijkheid deed ze dit onder invloed van haar psycholoog, die eigenlijk Dr. Faustus is). Dit nieuws haalde zelfs de nationale kranten en nieuwszenders in de VS. Het bewuste verhaal was, ondanks aanbevelingen van uitgeverij Marvel aan striphandelaren er veel van in te kopen, snel uitverkocht. Een nieuwe oplage werd vrijwel direct aangekondigd, de prijzen op veilingsite eBay werden echter door speculanten al snel tot bizarre hoogtes opgevoerd. Marvel gaf destijds aan aan dat Steve Rogers nooit meer uit de dood terug zal keren, wat inmiddels echter onjuist is gebleken. Het nieuws over de dood van Captain America (Steve Rogers) werd als eerste op CNN bekendgemaakt.

## Biografie

### Jonge jaren
Steve Rogers werd geboren gedurende de Grote Depressie in New York. Zijn vader kwam om toen Steve zelf nog een kind was, en zijn moeder toen hij een tiener was. In 1940 probeerde Steve, geschokt van het nieuws over de opkomst van de nazi’s in Europa, dienst te nemen in het Amerikaanse leger. Vanwege zijn zwakheid en het feit dat hij erg ziek was werd hij geweigerd. Een legerofficier, Generaal Chester Phillips, bood Steve toen de kans om alsnog zijn land te dienen door deel te nemen aan een geheim militair project genaamd “Operation Rebirth”. Steve ging akkoord en werd naar een geheim laboratorium in Washington gebracht waar hij werd voorgesteld aan Dr. Abraham Erskine (codenaam: Prof. Reinstein), de uitvinder van het zogenaamde “Super Soldaten serum”. Een nieuw militair wapen dat mensen kon veranderen in perfecte soldaten.
Na weken van testen kreeg Steve het serum toegediend en werd blootgesteld aan “Vita-straling”, een speciaal soort straling die het effect van het serum op het lichaam versterkte. Steve kwam weer uit de Vita-stralings kamer tevoorschijn met een lichaam dat zo perfect kon zijn als voor een mens mogelijk is. Echter: een nazi-spion had het hele project gezien en vermoordde Dr. Erskine kort nadat Steve zijn verandering had kunnen ondergaan. Omdat Dr. Erskine de experimentele formule nog niet op papier had gezet bleef Steve de enige Super Soldaat.

### De Tweede Wereldoorlog
Daar er geen ander Super Soldaten serum meer kon worden gemaakt, besloot de Amerikaanse overheid maar het beste te maken van de enige Super Soldaat die ze nog hadden. Steve onderging een harde militaire training waarbij hij onder andere militaire strategieën en gevechtstechnieken leerde. Zijn eerste missie was tegen een nazi agent genaamd de Red Skull. Om hem een symbool te laten worden voor Amerika en tegenhanger van de nazi’s kreeg Steve zijn beroemde rode, witte en blauwe kostuum (duidelijk gebaseerd op de Amerikaanse vlag) en de nieuwe naam Captain America.
Gedurende de rest van de Tweede Wereldoorlog diende Captain America als een superheld en als symbool voor de vrijheid van Amerika.
Echter: in de laatste paar dagen van de oorlog ging het mis tijdens een missie om een met bommen beladen vliegtuig gelanceerd door de nazi baron Heirich Zemo te ontmantelen.Captain America moest het vliegtuig crashen in het water met hem nog aan boord. In een missie daarvoor op de trein viel Bucky van de trein af en werd later gevonden door Hydra  en Captain America zelf belandde in het ijskoude water van de zee (volgens sommige verhalen de Atlantische Oceaan, volgens andere Het Kanaal). Echter, het Super Soldaten serum hield Captain America in leven en hij belandde in een soort schijndood.

### Opvolgers van Rogers
Bang dat het nieuws over Captain America’s “dood” de moraal van het Amerikaanse leger zou schaden liet president Truman, William Naslund, een andere golden age superheld, de rol van Captain America overnemen. Hij bleef de vervangende Captain America zelfs tot na de Tweede Wereldoorlog, als leider van de All-Winners Squad. In 1946 werd Naslund echter dodelijk verwond door een androïde. Na Naslunds dood nam “Jeffrey Mace”, alias “Patriot”, de rol van Captain America op zich tot 1953.
In 1953 vond een man (die later bekend werd als “The Grand Director”) in een paar nazi files in Duitsland de lang verloren gewaande formule voor het Super Soldaten serum. Aangezien hij zelf een enorme fan was van Captain America ging hij met deze formule naar de Amerikaanse overheid met het voorstel de volgende Captain America te worden. Aangezien Amerika op dat moment een symbool nodig had voor de Koreaanse Oorlog stemde de overheid toe. De man onderging plastische chirurgie om op Steve Rogers te lijken en nam zelfs zijn naam en identiteit over. Echter: de oorlog eindigde vroegtijdig waarna het project werd stopgezet. Desondanks wist de man zichzelf het serum toe te dienen en de nieuwe Captain America te worden in de strijd tegen het communisme. Hij vergat daarbij alleen de behandeling met Vita-straling te ondergaan. Daardoor begon het serum bijwerkingen te vertonen wat de man enorm paranoïde maakte. Hij begon iedereen in zijn buurt aan te vallen. Hij werd hierop gearresteerd. Jaren later wist hij te ontsnappen, maar werd toen verslagen door de inmiddels teruggekeerde Steve Rogers. In de Marvel serie The Falcon and the Winter Soldier wordt John Walker benoemd tot Captain America. Maar die rol wordt hem terug afgenomen. Later noemt The Falcon zichzelf Captain America, tot nu toe is hij dat nog steeds.

### De terugkeer van Steve Rogers
In The Avengers #4 vonden de Avengers het bevroren lichaam van Steve Rogers in de Noord Atlantische Oceaan. Nadat het ijsblok door toedoen van Namor the Sub-Mariner smolt en Rogers weer ontwaakte uit zijn schijndood, vertelde hij de Avengers over zijn laatste mislukte missie. Hierna kreeg hij aangeboden lid te worden van de Avengers, wat hij meteen accepteerde. Hij nam zelfs al snel de leiding over het team op zich.
Tijdens de Civil Wars werd Captain America de leider van de helden die tegen de registratiewet voor supermensen zijn. Hij verliet zelfs de Avengers en richtte de Secret Avengers op, een team van helden die eveneens tegen de wet waren.

### Dood en terugkeer
Na de Civil Wars werd Steve gearresteerd voor zijn aandeel in de oorlog. Terwijl hij werd afgevoerd, werd hij door een sluipschutter neergeschoten en stierf aan de verwondingen.
In de superheldengemeenschap werd geschokt gereageerd op zijn overlijden. Zijn lichaam werd begraven in het Arlington National Cemetery, onder een monument. Wat de meesten niet weten is dat het lichaam onder dit monument vals is. Het echte lichaam van Steve Rogers is begraven op de plaats waar de Avengers hem ingevroren hadden gevonden.
Kort na Captain America's dood gaf een advocaat Iron Man een lading foto's van Captain America en zijn oude helper Bucky, genomen tijdens de Tweede Wereldoorlog. Bij de foto's zat een briefje waarin Steve Rogers aan Iron Man vroeg om Bucky, die nu bekendstond als de Winter Soldier, te "redden" en dat de Captain America-identiteit moest worden doorgegeven. Bucky accepteerde dit aanbod en werd de nieuwe Captain America.
Na enige tijd werd duidelijk dat het wapen waarmee de Captain was gedood bijzondere eigenschappen bezat en dat hij misschien gered kon worden. Het wapen was ontworpen door de Red Skull en had toen Captain America erdoor werd getroffen zijn essentie op drift laten raken in de tijd. Dit manifesteerde zichzelf telkens op verschillende, kritieke momenten in zijn leven. Het lukte om de Captain als het ware naar de huidige tijd te halen, waardoor hij in de praktische zin weer tot leven werd gewekt. Hij nam echter niet de rol van Captain America weer op zich, maar werd in plaats daarvan het nieuwe hoofd van SHIELD, terwijl Barnes de Captain bleef. Wel hielp hij de Avengers weer bij elkaar te brengen. Tijdens de verhaallijn Fear Itself nam hij de identiteit van Captain America weer over van de zwaargewonde Barnes.

## Krachten en vaardigheden
Captain America heeft geen buitengewone superkrachten zoals de meeste superhelden. Maar dankzij het Super Soldaten serum is hij veranderd van een zwakke jongeman in de “perfecte mens”. Captain America is zo intelligent, sterk en snel als maximaal mogelijk is voor een mens. Het serum versterkt ook zijn metabolische functies, die de opbouw van gifstoffen in zijn spieren tegengaan, waardoor zijn uithoudingsvermogen dat van normale mensen ver overtreft. Verder is hij immuun voor veel ziektes.
Rogers ervaringen in gevechten en militaire training maken hem tot de perfecte strateeg en commandant. Voor veel superhelden in het Marvel-universum is Captain America wat Superman is voor de DC Comics. Hij wordt gezien als een levende legende door veel andere superhelden waaronder Spider-Man.

## Schild
Captain America’s bekendste wapen is zijn schild, dat zowel defensief als offensief gebruikt kan worden. In zijn loopbaan als superheld heeft hij al verschillende soorten schilden gebruikt, maar het bekendste is het ronde discusschild, dat hij vandaag de dag nog steeds gebruikt. Dit schild werd voor het eerst gebruikt in Captain America Comics #2.
Het schild werd gemaakt door de Metallurgist Dr. Myron MacLain, die in opdracht van de overheid een onverwoestbaar pantser moest ontwerpen voor het leger. Hij experimenteerde hiervoor met een buitenaards metaal genaamd Vibranium, gevonden in een meteoriet in het Afrikaanse land Wakanda. MacLain probeerde het Vibranium te fuseren met een ijzerlegering. Tijdens het proces viel hij in slaap, en bij het ontwaken bleek het zowaar gelukt te zijn. Hij slaagde er echter niet in het proces te herhalen, daar er voor de fusie blijkbaar een onbekend extra element nodig was dat, terwijl hij sliep, per ongeluk in de mix was beland. MacLain gebruikte daarom het enige gevormde supermetaal dat hij had om Captain America’s schild te maken. In latere jaren bleef MacLain proberen de legering nogmaals te maken, wat onder andere resulteerde in de ontdekking van adamantium.
Dankzij het vibranium kan het schild vrijwel elke klap of andere vorm van kinetische energie opvangen en enorme krachten weerstaan zonder dat Captain America gewond raakt. Het schild heeft verder grote aerodynamische eigenschappen en kan tevens als een discuswapen worden gebruikt. Nadat Captain America in het ijs werd gevonden en weer ontwaakte, verbeterde Tony Stark het schild nog wat verder door elektronische en magnetische componenten toe te voegen zodat Captain America het schild kon blijven sturen nadat hij het weggegooid heeft.
In de verhaallijn Fear Itself werd het schild verwoest, maar nadien hersteld door Asgaridaanse smeden, die er onder andere wat Uru (het metaal waar ook Thor's hamer van gemaakt is) aan toevoegden.

## Ultimate Captain America
De Ultimate Marvel versie van Captain America werd gecreëerd door Mark Millar en Bryan Hitch, gebaseerd op het originele karakter. Hij verscheen voor het eerst in “Ultimates #1”.
In deze versie is Steve Rogers een vrijwilliger, die maanden van behandelingen met steroïden, operaties en de Super Soldaten formule ondergaat, om Captain America te worden. Net als in de originele strips heeft hij in het begin een helper genaamd Bucky, maar deze versie van Bucky is slechts een fotograaf die Captain America overal volgt. Tijdens zijn laatste missie gedurende de Tweede Wereldoorlog maakt hij in IJsland een prototype waterstofbom onschadelijk, maar de ontploffing slingert hem de Noordelijke IJszee in waar hij jarenlang in bevroren toestand in een soort schijndood overleeft, tot hij 57 jaar later door Tony Stark (Iron Man) wordt ontdekt.
De Ultimate versie van Captain America is meer politiek en moreel conservatief dan zijn tegenhanger uit de originele strips. Hij is ook minder terughoudend in het gebruik van gewelddadige oplossingen voor problemen. Zijn kostuum is grotendeels onveranderd gebleven. Na te zijn ontwaakt uit zijn schijndood, wordt Captain America een van de eerste leden en tevens veldcommandant van het supermensenteam de Ultimates.

## Captain America in andere media

### Televisieseries
- Captain America was een van de vaste helden uit de serie The Marvel Superheroes
- Captain America heeft gastrollen in de volgende series:
  - Spider-Man (animatieserie 1981) (aflevering: “The Capture of Captain America”)
  - Spider-Man and His Amazing Friends (afleveringen: “7 Little Superheroes” en “Pawns of the Kingpin”)
  - X-Men (aflevering “Old Soldiers”)
  - Spider-Man (afleveringen “The Cat”, “Six Forgotten Warriors” deel 3 t/m 5 en “Secret Wars” deel 1, 2 en 3.)
  - The Avengers: United They Stand (aflevering “Command Decision”)
  - X-Men: Evolution (aflevering “Operation Rebirth”).
  - X-Men ‘97 (aflevering “Bright Eyes”).
- Captain America speelt een rol in de animatieserie The Avengers: Earth's Mightiest Heroes. De Nederlandse stem van Captain America wordt gedaan door Ruben Lürsen.

### Films
- in 1944 verscheen er een serie films over Captain America. Veel van het originele verhaal werd hierin weggelaten. Zo was Captain America in deze films in werkelijkheid een overheidsagent genaamd Grant Gardner. Ook zijn beroemde schild kwam niet voor in de films.
- In 1979 verschenen er twee televisiefilms over Captain America: Captain America en Captain America II: Death Too Soon, beide met Reb Brown in de hoofdrol.
- In 1990 verscheen de direct-naar-video film Captain America met Matt Salinger in de hoofdrol. De film kreeg negatieve kritieken.
- Captain America deed mee in de animatiefilms Ultimate Avengers en Ultimate Avengers 2

### Marvel Cinematic Universe
Sinds 2011 verscheen dit personage in het Marvel Cinematic Universe en wordt vertolkt door Chris Evans. Steve Rogers wil meestrijden in de oorlog, maar hij wordt echter telkens afgewezen omdat hij niet krachtig genoeg is. Steve blijft zich telkens aanmelden en dit valt wetenschapper Dr. Abraham Erskine op. Door het doorzettingsvermogen van Steve wordt hij geselecteerd voor een geheim militair project, Steve krijgt een super serum wat hem verandert van een lichamelijk zwakke man in een gespierd en kerngezond persoon. Steve krijgt de superheldennaam Captain America en gaat meestrijden in de oorlog tegen de Red Skull. Wanneer hij de Red Skull verslagen heeft redt Captain America de wereld door een vliegtuig met bommen in een bevroren oceaan te laten crashen zodat niemand gewond raakt. Dit zorgt er echter wel voor dat hij met het vliegtuig in het ijs verdwijnt.
Ruim 70 jaar later wordt Captain America terug gevonden. Hij krijgt bezoek van Nick Fury en wordt uiteindelijk samen met Iron Man, Black Widow, Hawkeye, Thor en de Hulk lid van de superheldengroep de Avengers. Samen met de Avengers gaat hij de strijd aan met Loki om de aarde te beschermen. Captain America blijft samen met het team verschillende heldendaden verrichten, hier komt echter een einde aan door de Sokovia akkoord. Door het Sokovia akkoord kunnen de superhelden alleen opgeroepen worden door de regering en mogen ze niet meer uit zichzelf optreden. Captain America besluit hier geen gehoor aan te geven en de Avengers vallen uit elkaar. Samen met Falcon en Black Widow gaat hij ondergronds werken. Later keert hij weer terug bij de Avengers om het gevecht aan te gaan met de superschurk Thanos die het heelal bedreigt. Thanos weet echter het gevecht te winnen en hij laat de helft van al het leven vergaan, maar Captain America overleeft dit. Vijf jaar later gaat Captain America met de overgebleven Avengers terug in de tijd om de oneindigheidsstenen voor Thanos te bemachtigen om zo zijn daden ongedaan te maken, dit lukt hen. Captain America gaat dan als enige terug in de tijd om de oneindigheidsstenen op het juiste moment terug te leggen zodat er geen andere alternatieven tijdlijnen ontstaan door hun tijdreizen. Hier besluit Captain America dat hij in het verleden blijft, net na het moment dat hij 70 jaar het ijs in ging. Captain America leeft zijn leven met Peggy. Terwijl de Avengers in de huidige tijd op hem wachten tot hij terug uit de machine komt, want dit duurt voor hen 5 seconden terwijl het voor Captain America zolang kan duren als hij wil, zit er opeens een bejaarde Captain America. Hij vertelt hen dat hij zijn leven geleefd heeft met Peggy dat hij gewild zou hebben, hij geeft zijn schild en mantel door aan Falcon. Later geeft Sam Wilson het schild weg aan de overheid voor in een museum. Sam komt hij erachter dat het schild van Captain America doorgegeven is aan een door de overheid benoemde "Captain America", John Walker. Later wordt Sam officieel “Captain America”.
Captain America is onder andere te zien in de volgende films en series:
- Captain America: The First Avenger (2011)
- The Avengers (2012)
- Thor: The Dark World (2014) (vermomde Loki)
- Captain America: The Winter Soldier (2014)
- Avengers: Age of Ultron (2015)
- Ant-Man (2015) (post-credit scene)
- Captain America: Civil War (2016)
- Spider-Man: Homecoming (2017) (cameo)
- Avengers: Infinity War (2018)
- Captain Marvel (2019) (post-credit scene)
- Avengers: Endgame (2019)
- What If...? (2021-2023) (stem ingesproken door Josh Keaton) (Disney+)